# Mary Stewart
Pour les articles homonymes, voir Mary Stewart (homonymie) et Stewart.
Œuvres principales
- Cycle de Merlin

Mary Stewart, née Rainbow, le 12 septembre 1916 à Sunderland, dans le comté de Durham, et morte le 10 mai 2014  à Loch Awe en Écosse, est une écrivain britannique, surtout connue pour son cycle centré sur Merlin, le personnage du cycle arthurien.

## Biographie
Elle fait des études supérieures à l'Université de Durham. Elle est ensuite lectrice d'anglais et de littérature avant d'épouser Frederick Stewart en 1945. 
Elle amorce sa carrière littéraire au milieu des années 1950. Elle atteint la célébrité pendant la décennie suivante avec ses romans alliant intrigues amoureuses et fantastique, ou encore romance et intrigue policière. Relevant de ce dernier genre mixte, Les Fileuses de lune (1962) est adapté au cinéma par les studios Walt Disney sous le titre La Baie aux émeraudes en 1964.
Dans les années 1970, Mary Stewart amorce un cycle de romans reprenant le personnage de Merlin.
Elle vit ces dernières années à Édimbourg, en Écosse.

## Œuvre

### Cycle de Merlin
1. La Grotte de cristal, Calmann-Lévy, 2006 ((en) The Crystal Cave, 1970)
2. Les Collines aux mille grottes, Calmann-Lévy, 2006 ((en) The Hollow Hills, 1973)
3. Le Dernier Enchantement, Calmann-Lévy, 2006 ((en) The Last Enchantment, 1979)
4. (en) The Wicked Day, 1983
5. (en) The Prince and the Pilgrim, 1995

### Romans indépendants
- N'attendez plus Richard, Plon, 1967 ((en) Madam, Will You Talk ?, 1955)
- Feu sauvage à minuit, Nous Deux, 1962 ((en) Wildfire at Midnight, 1956)
- Notre Dame des orages, Del Duca Paris, 1975 ((en) Thunder on the Right, 1957)
- Les Neuf Carosses, Presses de la Cité, 1970 ((en) Nine Coaches Waiting, 1958)
- La Citadelle de lumière, Presses de la Cité, 1970 ((en) My Brother Michael, 1959)
- L'Autre Annabel, Plon, 1962 ((en) The Ivy Tree, 1961)
- Les Fileuses de lune, Plon, 1965 ((en) The Moon-Spinners, 1962)
- Tempête sur Corfou, Plon, 1965 ((en) This Rough Magic, 1964)
- L'Étalon blanc, Plon, 1966 ((en) Airs Above the Ground, 1965)
- Les Lévriers du sérail, Plon, 1968 ((en) The Gabriel Hounds, 1967)
- Le Vent du destin, Plon, 1969 ((en) The Wind Off the Small Isles, 1968)

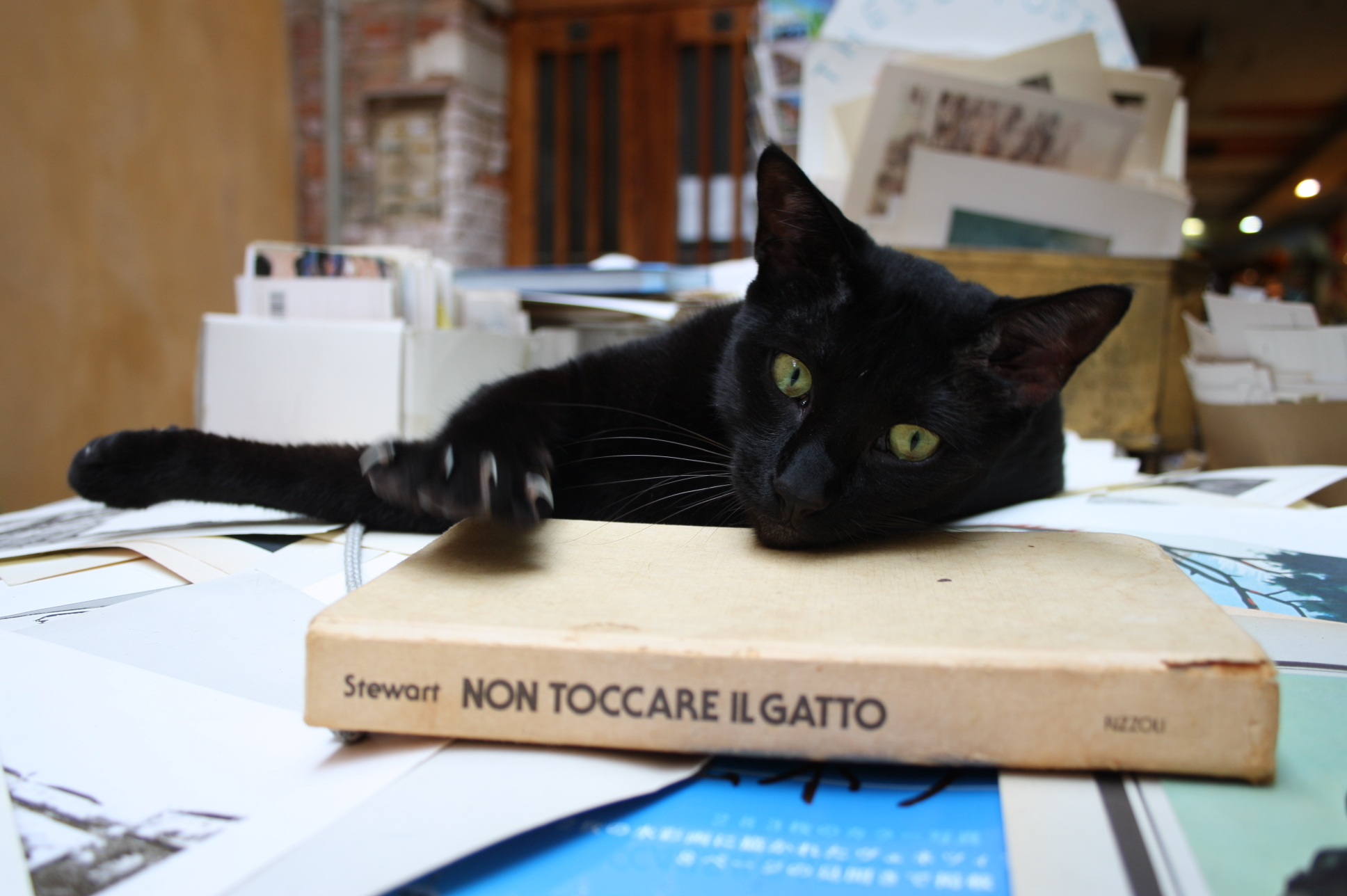
Un exemplaire du roman Non toccate il gatto, édition en italien de Ne touchez point au chat, photographié en situation fort appropriée dans une librairie de Venise.

- Le Balai magique : Mary et la Fleur de la sorcière, Ynnis, 2021 ((en) The Little Broomstick, 1971)
- (en) Ludo and the Star Horse, 1974
- Ne touchez point au chat, Plon, 1976 ((en) Touch Not the Cat, 1976)
- (en) A Walk in Wolf Wood, 1980
- La Ronceraie, Reader's Digest, coll. « Sélection du livre », 1991 ((en) Thornyhold, 1988)
- (en) Frost on the Window and other poems, 1990
- L'Oiseau de malheur, Reader's Digest, 1993 ((en) Stormy Petrel, 1991)
- (en) Rose Cottage, 1997

## Adaptations cinématographiques
- 1964 : La Baie aux émeraudes (The Moon-Spinners), film américano-britannique de James Neilson, avec Hayley Mills et Eli Wallach.
- 2017 : Mary et la Fleur de la sorcière, film d’animation japonais réalisé par Hiromasa Yonebayashi et tiré du roman Le Balai magique : Mary et la Fleur de la sorcière.